# ربيعة قازان
هي صحافية تركية.بدأت ربيعة حياتها المهنية كمراسلة تلفزيونية ومقدمة برامج في عام 1996 لقناة فلاش التركية. ثم أصبحت صحافية في صحيفة تابعة لحزب الحركة القومية حيث عملت لمدة ست سنوات في الصحيفة. اشتهرت لمقابلة مهمة عملتها لمحمد علي الذي حاول اغتيال البابا يوحنا بولس الثاني في عام 1981. ثم أسست مجلة خاصة في وقت لاحق.